# هندی‌مورها
هندی‌مورها (نام علمی: Indomyrma) نام یک سرده از تیره مورچه است.